# Trachyphloeus angustisetulus
Trachyphloeus angustisetulus é uma espécie de insetos coleópteros polífagos pertencente à família Curculionidae.
A autoridade científica da espécie é Hansen, tendo sido descrita no ano de 1915.
Trata-se de uma espécie presente no território português.